# BD+03 2562
BD+03 2562 — одиночная звезда в созвездии Девы на расстоянии приблизительно 3217 световых лет (около 986 парсек) от Солнца. Визуальная звёздная величина звезды — +9,58m. Возраст звезды определён около 5,248 млрд лет.
Вокруг звезды обращается, как минимум, одна планета.

## Характеристики
BD+03 2562 — оранжевый гигант спектрального класса K2III, или K2. Масса — около 1,14 солнечной, радиус — около 37,76 солнечного, светимость — около 501,187 солнечной. Эффективная температура — около 4160 K.

## Планетная система
В 2017 году группой астрономов, работающих в рамках программы TAPAS (Tracking Advanced Planetary Systems), у звезды обнаружена планета BD+03 2562 b.